# San Ángel Inn
San Ángel Inn es una colonia residencial y comercial ubicada en la alcaldía Álvaro Obregón al sur de la Ciudad de México, en las primeras estribaciones de la Sierra de las Cruces. Colinda al sur con Progreso Tizapán y San Ángel; al norte con Tlacopac y Campestre, al oeste con Altavista y Atlamaya y al sur con Progreso Tizapán y San Ángel. Del punto de vista histórico y residencial está vinculado con la colonia Altavista; y asimismo con el conjunto urbanístico que integran las colonias San Ángel y Tlacopac. El código postal es 01060.

## Historia
El origen de San Ángel Inn se halla en una gran propiedad otorgada en 1692 al marqués de Sierra Nevada, Manuel Rodríguez Pinillo. A partir de esta merced se formó la hacienda de Santa Ana. En 1776 fue adquirida por Ramón Goicoechea, cuyo apellido dio el nombre con el que fue conocida posteriormente la hacienda. En 1840 la propiedad pasó a manos de Francisco Sánchez de Tagle, poeta, gobernador del Distrito Federal, diputado, senador y uno de los autores intelectuales de la constitución centralista de 1836. 
La hacienda fue muy próspera, dedicada a la ganadería y producción de pulque, hasta que la introducción del ferrocarril permitió traer este producto desde Apan. 
La esposa del embajador español Fanny Calderón de la Barca describió la hacienda en su libro La vida en México. También el novelista José Zorrilla y Moral escribió en Recuerdos de mi vida sobre los bellos patios de la hacienda, poblados de naranjos, con una fuente de mármol florentino
En 1880 la hacienda fue adquirida por Antonio y Guadalupe Lazcano. Hacia 1906 parte de la propiedad (40 hectáreas) fue comprada por la San Ángel Land Co., que la fraccionó para crear villas y quintas de descanso, en lo que pasó a ser la colonia Altavista.
El casco o edificio principal de la hacienda data del siglo XVIII, con modificaciones y agregados del siglo XIX y XX. Tiene un patio principal, capilla doméstica, jardín lateral y una huerta. Pasó a ser un hotel y después restaurante, lo que la convierte en uno de los más antiguos de la Ciudad de México. Fue administrada desde 1915 por madame Roux, y se volvió popular entre políticos, empresarios, diplomáticos y turistas extranjeros. En 1937, el Instituto Nacional de Antropología e Historia (INAH) la declaró Monumento Colonial. Fue adquirida a finales de la década de los 40 por el industrial, mecenas y chelista Carlos Prieto Fernández de la Llana, en cuyo tiempo se aprovecharon las instalaciones para realizar conciertos. Posteriormente (1955-61) sirvió de sitio a las escuelas de Historia del Arte y de Arquitectura de la Universidad Iberoamericana. (1943) Desde 1963 el edificio alberga al restaurante San Ángel Inn. 
En la segunda mitad del siglo XX la colonia San Ángel Inn fue progresivamente absorbida por el crecimiento urbano. La construcción del Bulevard Ruiz Cortines (Periférico Sur) en 1964 estableció un límite al poniente, separándolo de la colonia que posteriormente se denominó Lomas de San Ángel Inn.

## Gobierno y desarrollo urbano

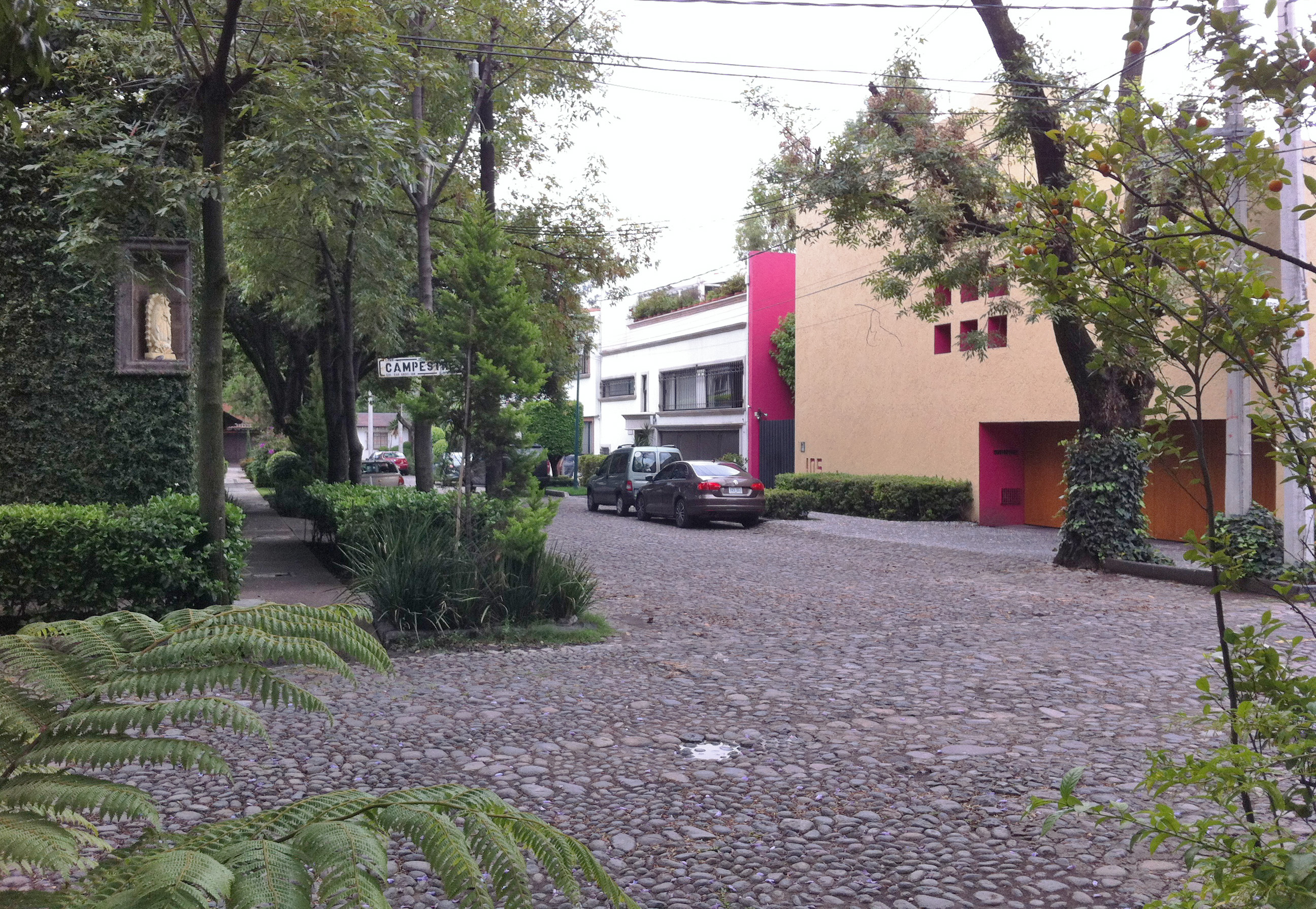
Esquina de las calles Campestre y Arturo, San Ángel Inn

Como consecuencia de la revolución, en 1928 la ciudad fue dividida en delegaciones políticas, dependientes del recientemente creado Gobierno Central del Distrito Federal. El suroeste del valle era ocupado por la Delegación de San Ángel. En 1932 esta delegación cambió su nombre, para pasar a denominarse Villa Obregón. En 1970 adoptó el nombre actual de Delegación Álvaro Obregón y es actualmente la alcaldía de ese nombre.
La colonia se distingue por sus residencias unifamiliares, amplias calles empedradas y arboladas.
La clasificación urbana de San Ángel Inn ha estado asociada siempre a San Ángel y Tlacopac. En 1933 San Ángel Inn quedó dentro de la “Zona Típica y Pintoresca” de San Ángel. Fue incluida en la Declaratoria de Zona de Monumentos Históricos, publicada el 11 de diciembre de 1986 en el Diario Oficial de la Federación.  EN 1993 fue incluida dentro de la Zona Especial de Desarrollo Controlado (ZEDEC) de San Ángel.  En 2010 este conjunto urbanístico fue declarado Patrimonio Cultural de la Ciudad. Estas declaratorias establecen reglas y límites al desarrollo urbano.
Las asociaciones de vecinos se han opuesto al posible cambio de clasificación urbana del conjunto de San Ángel, argumentando que traería la proliferación de hoteles, oficinas y bares, en perjuicio de su carácter habitacional.
Actualmente hay en un corredor comercial en la Avenida Altavista, dedicado a una clientela de alto poder adquisitivo. 
Existen rutas de transporte público concesionado a lo largo de la avenida Altavista y Anillo Periférico.

## Atractivos turísticos
La Casa Estudio de Diego Rivera, construida por Juan O'Gorman en 1931 por petición del renombrado muralista, en estilo funcionalista. Actualmente es el Museo Casa Estudio Diego Rivera y Frida Kahlo.
Restaurante San Ángel Inn, situado en el edificio principal de una hacienda del siglo XVIII.

## Personajes ilustre que residen o han residido en esta colonia
Guadalupe RIvera Marin
Jose Luis Cuevas
Carlos Prieto